# Ferricythere curtialata
Ferricythere curtialata is een mosselkreeftjessoort uit de familie van de Cytherideidae. De wetenschappelijke naam van de soort is voor het eerst geldig gepubliceerd in 1983 door Gou, Huang & Zheng.